# Hôtel Palamède de Forbin
L'hôtel Palamède de Forbin est un hôtel particulier situé au no 10, rue Thiers, à Aix-en-Provence dans le département français des Bouches-du-Rhône et la région Provence-Alpes-Côte d'Azur.

## Historique
Le bâtiment fut construit au tout début du XVIe siècle pour Palamède de Forbin (auteur de la réunion de la Provence au royaume de France).
Il fut la propriété de la famille d'Agoult plus tard dans le XVIe siècle. Il fut vendu aux Romégas au XVIIIe siècle.  

## Architecture
La façade est du XVIIe siècle, et présente une importante porte cochère surmontée d'une frise à triglyphes et métopes ornées de rosaces.
Des consoles soutiennent un balcon à décor de denticules, rais d'oves et modillons.
Le bâtiment est constitué de deux ailes latérales à trois niveaux, d'origine. Des pilastres à chapiteaux ioniques ornent les fenêtres